# 八宝菜
八宝菜（はっぽうさい、繁体字: 八寶菜、簡体字: 八宝菜、拼音: bābǎocài パーパオツァイ）とは中華料理のひとつである。もとは浙江、江蘇と安徽の料理あるいは広東料理。五目うま煮とも。八宝菜の「八」は「8種類」という意味ではなく「五目」の五と同様に単に「多くの」の意味。
八宝菜をご飯の上にかけた日本発祥の料理は中華丼と呼ばれる。
なお、上海料理には八宝飯と呼ばれる有名料理があるが、これは甘く蒸した餅米の上にシロップで煮たフルーツやナッツを飾り付けた、デコレーションケーキ風おはぎとでもいうべきあんこ入りの甘いデザートであり、中華丼とは全く異なるものである。

## 調理法
丸底鍋で豚肉や金華火腿などの肉類、海老、烏賊などの魚介類、椎茸、木耳、筍、人参、白菜、玉葱、青梗菜、ピーマン、ベイビィ・コーン（ヤング・コーン）などの野菜類や鶉卵など多種の具材を油で炒め合わせる。
塩・醤油・鶏ガラ・牡蠣油・紹興酒などを素材とするスープ(創味シャンタンなどを使えば楽)で軽く煮込み、最後に水溶き片栗粉などでとろみをつける。

## 起源
清の李鴻章が世に広めたというが、その起源は諸説ある。
- 美食家の李が友人の家を訪ねた折、友人の妻が鳥を締め、ありあわせの野菜などと煮て出したところ、それが旨かったので李が世に広めた。
- 李がアメリカに出稼ぎに来ていた苦力を激励に行った折（もし欽差大臣としての訪米時ならば1896年だが）、苦力が煮て食べていたごった煮が旨かったので、世に広めた。しかし、この頃の苦力ならば多くは広東省台山県周辺の出身なので広東料理発祥となるが、いずれにせよ欽差大臣としての公式な欧米歴訪であり、宮廷料理人も連れ中国から高級食材も持参していたほどで、訪問先で気軽に食事をしたとは考えにくい。チャプスイとの混同した説とも考えられる。
- その上、李が生まれるよりも120年以上前の1697年に大坂で出版された『和漢精進料理抄』にすでに「唐の煮菜類」の一つとして八寶菜（パパウツアイ）のレシピ（ダイコン、ゴボウ、ニンジン、レンコン、シロウリ、麩、の短冊切りを炒め、醤油で味付けし、汁気の多い炒め煮にする精進料理）が掲載[1]されており、その名はすでに世に知られた料理であったことが知れるが、これの内容や味が、李が広めたとされる料理と同じであったかは不明。